# زیگمونت زینتل
زیگمونت زینتل (لهستانی: Zygmunt Zintel؛ ‏ ؛ تلفظ لهستانی: [ˈzɨɡmunt]؛ ‏ ۲ آوریل ۱۹۱۱ – ۳۰ سپتامبر ۱۹۹۰) بازیگر اهل لهستان بود. او در جریان تهاجم آلمان به لهستان یکی از سربازان ارتش لهستان بود و بعدها استاد رشتۀ بازیگری مدرسه ملی فیلم ووچ شد.
از فیلم‌ها یا برنامه‌های تلویزیونی که وی در آن نقش داشته‌است، می‌توان به چگونه جنگ جهانی دوم را آغاز کردم، به‌دور از جاده، ماجراهای میخاو، چهل‌ساله، قطار شب، قماری بالاتر از زندگی، یک نسل، قطار شب، چهار تانکچی و یک سگ و مادر یوآنای فرشتگان اشاره کرد.